# Kronenrad
Das Kronenradgetriebe ist ein Winkelgetriebe, bei dem ein Zylinderrad (Ritzel) mit einem Kronenrad zusammenwirkt. Dabei kann das Ritzel, ohne Einfluss auf Tragbild oder Zahnspiel, in axialer Richtung frei über die Kronenradverzahnung bewegt werden. Die klassische Paarung ist geradverzahnt und hat einen 90°-Achswinkel. Das besagt, dass beim klassischen Kronenrad die Zähne wie die Zacken einer Krone nach oben stehen.

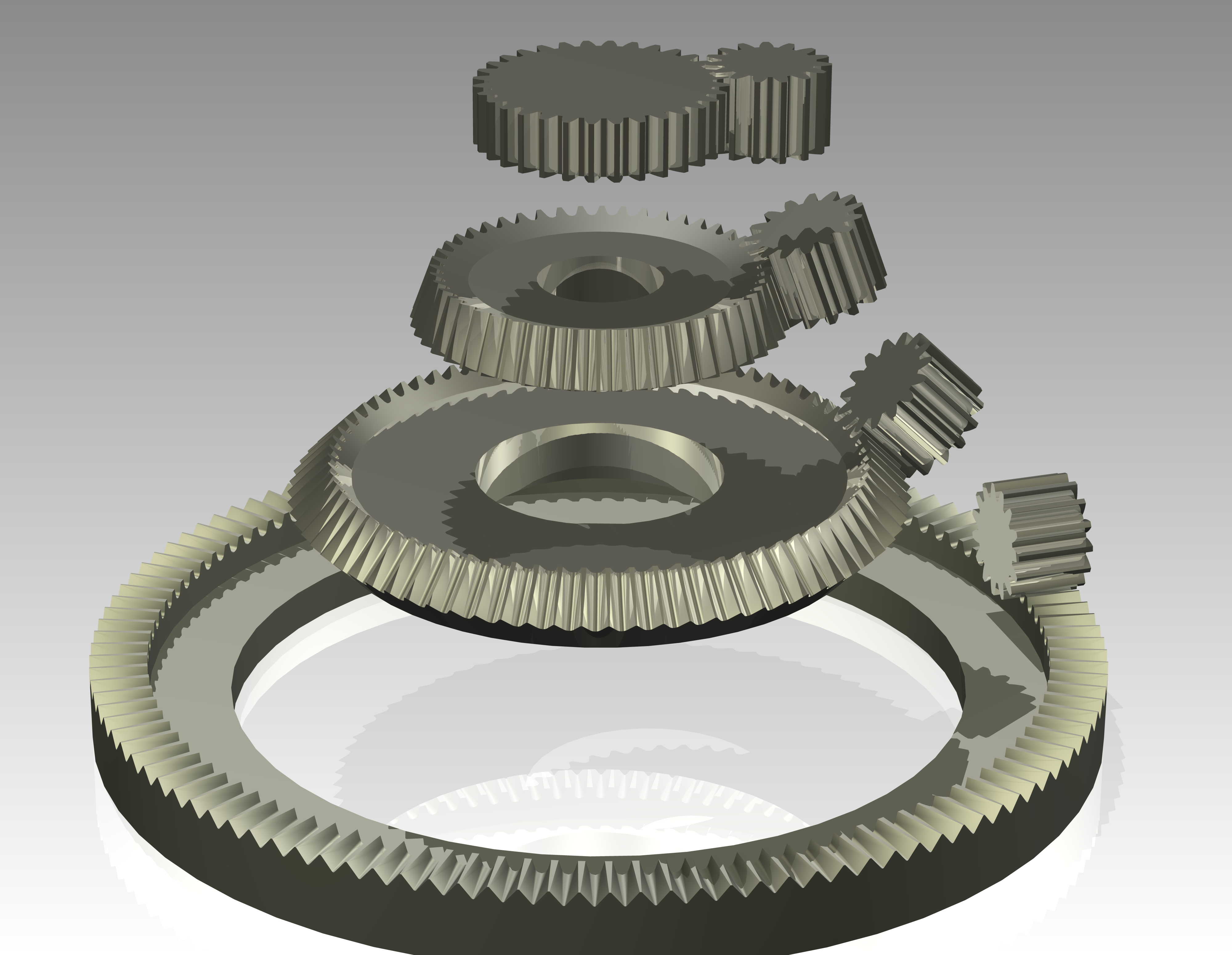
Oben ist eine normale (Stirn-)Zylinderradpaarung dargestellt. Danach folgen drei Kronenradpaarungen mit verschiedenen Achswinkeln und unterschiedlichen Übersetzungen.

Die Kronenradverzahnung wird durch die Ritzelgeometrie, Ritzelposition und die Übersetzung bestimmt. Der Eingriffswinkel variiert entlang der Zahnbreite, somit entsteht ein Übergang vom Zahnprofil am äußeren Durchmesser zum Zahnprofil am inneren Durchmesser.
Grundsätzlich ist jede Paarung in Bezug auf Schrägungswinkel, Achswinkel und Achsversetzung möglich, so dass sich die Achsen schneiden oder kreuzen.
Kronenradgetriebe ermöglichen eine einfache Montage, eine freie Kombination mehrerer Abtriebe oder den Aufbau eines Differentialgetriebes.

## Geschichte

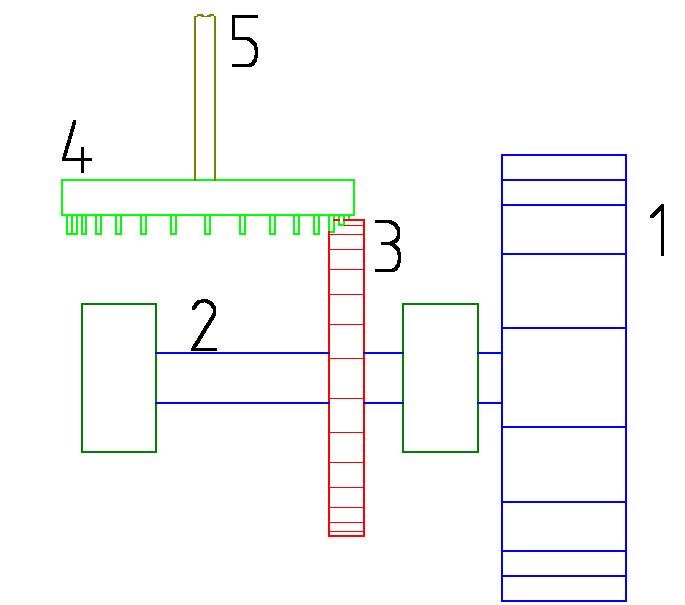
Schemazeichnung einer Wassermühle, von oben gesehen:
1 – Wasserrad
2 – Antriebswelle
3 – Kammrad
4 – Kronenrad
5 – Königswelle

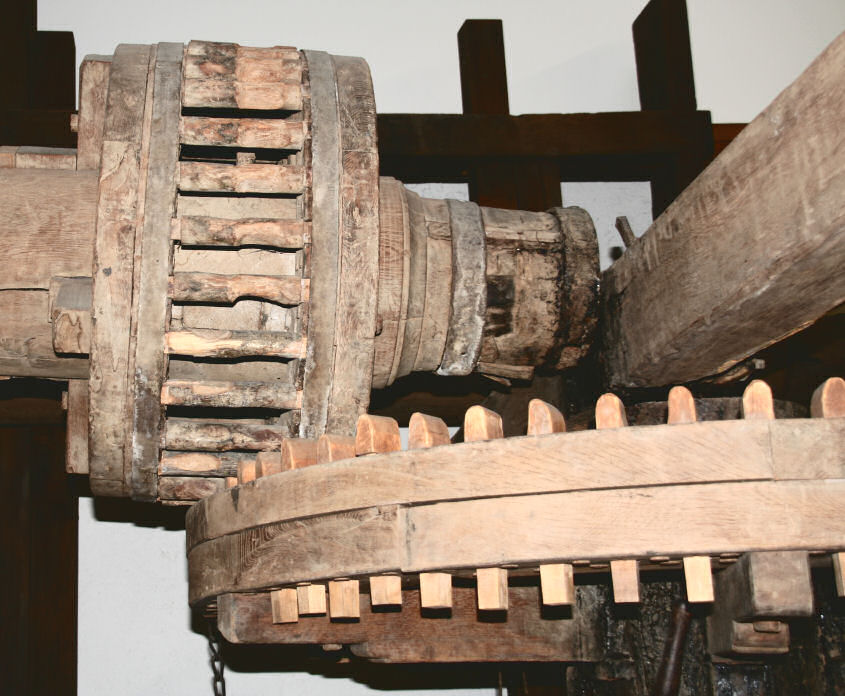
Kronenrad (rechts unten) im Getriebe einer historischen Mühle

Kronenräder waren in der Antike und im Mittelalter in vielfältigem Einsatz. Sie wurden jedoch von Kegelrädern verdrängt, welche einfacher zu berechnen und herzustellen waren. Ihre Anwendung ist noch heute in historischen Mühlen zu sehen, wo das Kronenrad in das Kammrad eingreift und die Königswelle antreibt. Erst in den 1940er Jahren wurde das „vergessene“ Getriebe wiederentdeckt. Erste Grundlagen zur Verzahnungstheorie und die Berechnung von Kronenradgetrieben sowie zur spanenden Fertigung (Wälzstoßen) von Kronenrädern wurden in den USA geschaffen. Beispielsweise wurden Kronenräder für Hinterachsmodule eingesetzt, die aus Hypoidsatz (konventionell) und Differential (Kronenrad) bestanden.
Anfang der 90er Jahre begannen umfangreiche Forschungsarbeiten in den Niederlanden, welche die Berechnungsmethoden verbesserten und das kontinuierliche Wälzfräsen von Kronenrädern als wirtschaftliches Fertigungsverfahren einführten.

## Aufbau

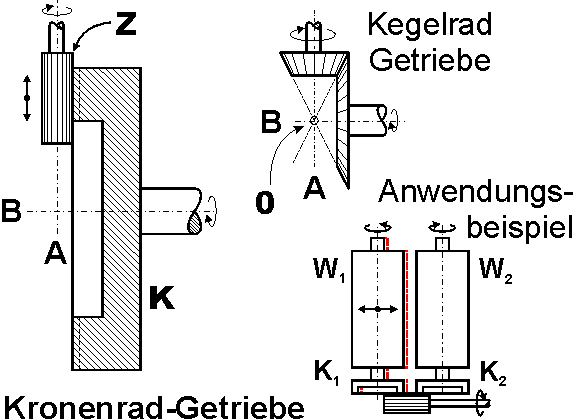
Prinzip der Kronenradverzahnung

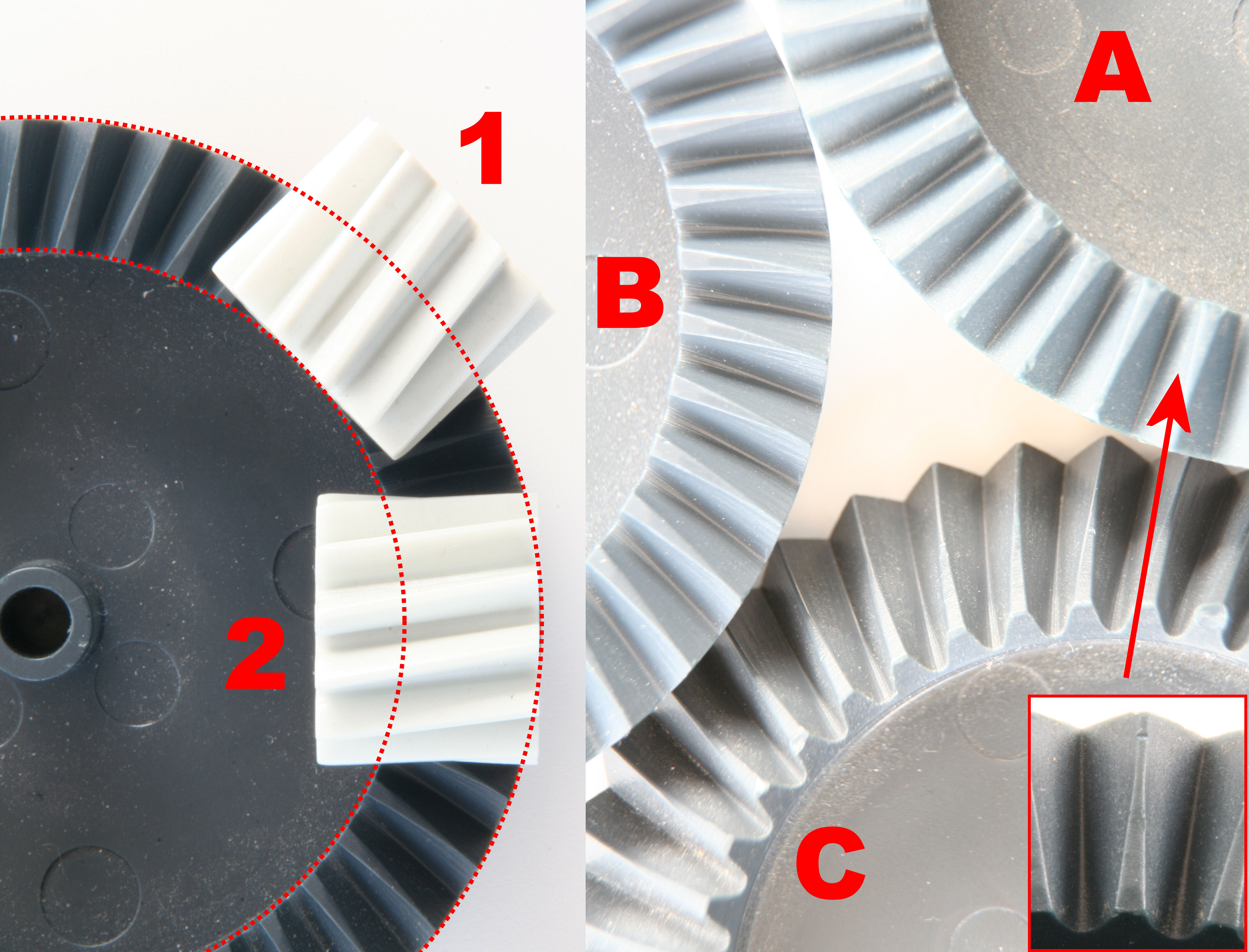
Beispiele für verschiedene Kronenradtypen: Geradverzahnung (A), Schrägverzahnung (B), Schrägverzahnung mit Achsversatz (C)

Kronenradgetriebe gehören ebenso wie Kegelrad- und Schneckengetriebe zu den Winkelgetrieben. Die Achsen von Ritzel und Kronenrad können sich schneiden oder kreuzen (Achsversatz) und unter einem Achsenwinkel von theoretisch 0° bis 180°, in der Praxis meist rechtwinklig, zueinander stehen. Das gerad- oder schrägverzahnte Ritzel ist ein Zylinderrad mit Evolventenprofil. Das hat den Vorteil, dass Abweichungen durch Fertigungs- oder Betriebsbedingungen (Temperatur) lediglich eine Veränderung des Flankenspiels bei tolerierbaren Tragbildänderungen bewirken.
Das Kronenrad gleicht einer ringförmig gebogenen Zahnstange, wobei der Eingriffswinkel vom Außen- zum Innendurchmesser hin stetig abnimmt. Somit wird die veränderliche Umfangsgeschwindigkeit am Kronenrad als Funktion des Durchmessers gegenüber der konstanten Umfangsgeschwindigkeit des Ritzels am Grundkreis kompensiert. Die spitzen Außenzähne und die steilen Zahnflanken am Innendurchmesser beschränken die nutzbare Zahnbreite. Kronenradgetriebe erreichen ähnliche Wirkungsgrade wie Stirnradgetriebe. Praktische Übersetzungen werden von i = 1 bis 15 bei Kronenradgetrieben abgedeckt.
In der Literatur, in CAD-Systemen und Berechnungsprogrammen gibt es wenig Informationen über die Zahngeometrie. Es gibt spezialisierte Firmen, welche diese Geometrie berechnen können und somit Geräusch- und Schwingungsverbesserungen vornehmen können.

## Anwendungen und Merkmale
Kronenradgetriebe werden in Werkzeugmaschinen, im Automobil, in Off-Highway-Anwendungen, im Transportwesen, zur Energiegewinnung und in der Medizintechnik eingesetzt.
Die axiale Freiheit des Ritzels, welche durch die konstante Geometrie des Ritzels gegeben ist, kann als ein Vorteil dieser Getriebeart angesehen werden. Dem steht allerdings aufgrund des entlang der Zahnbreite sich verändernden Eingriffswinkels  (am inneren Kronenraddurchmesser kleiner Eingriffswinkel – am äußeren Kronenraddurchmesser großer Eingriffswinkel) eine größere Empfindlichkeit des Tragbilds vom Abstand der Ritzelwelle zur Kopfebene des Kronenrads gegenüber. Bei vergrößertem Verzahnungsabstand wandert das Tragbild zum inneren, bzw. bei kleinerem zum äußeren Kronenraddurchmesser mit der Gefahr des Kantentragens, das zu Überlastungsschäden an den Zähnen von Ritzel und Rad führen kann.

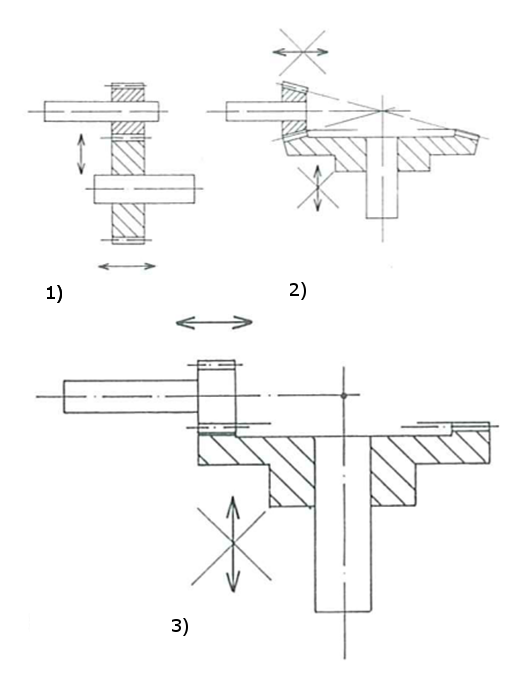
Axiale Freiheit der zylindrischen Verzahnung (1), Kegelradgetriebe (2) und Kronenradgetriebe (3)

Bei geradverzahnten Ritzeln sind keine axialen Lagerkräfte abzufangen.

Bedingt durch den konstanten Ritzelquerschnitt sind Kopflagerungen der Ritzelwelle für erhöhte Stabilität und zur verbesserten Schwingungsdämpfung möglich. Auch das Zusammenwirken eines Kronenrades mit mehreren Ritzeln (Leistungsverzweigung), die als An- oder Abtrieb dienen können, wird durch die axiale Freiheit erleichtert.

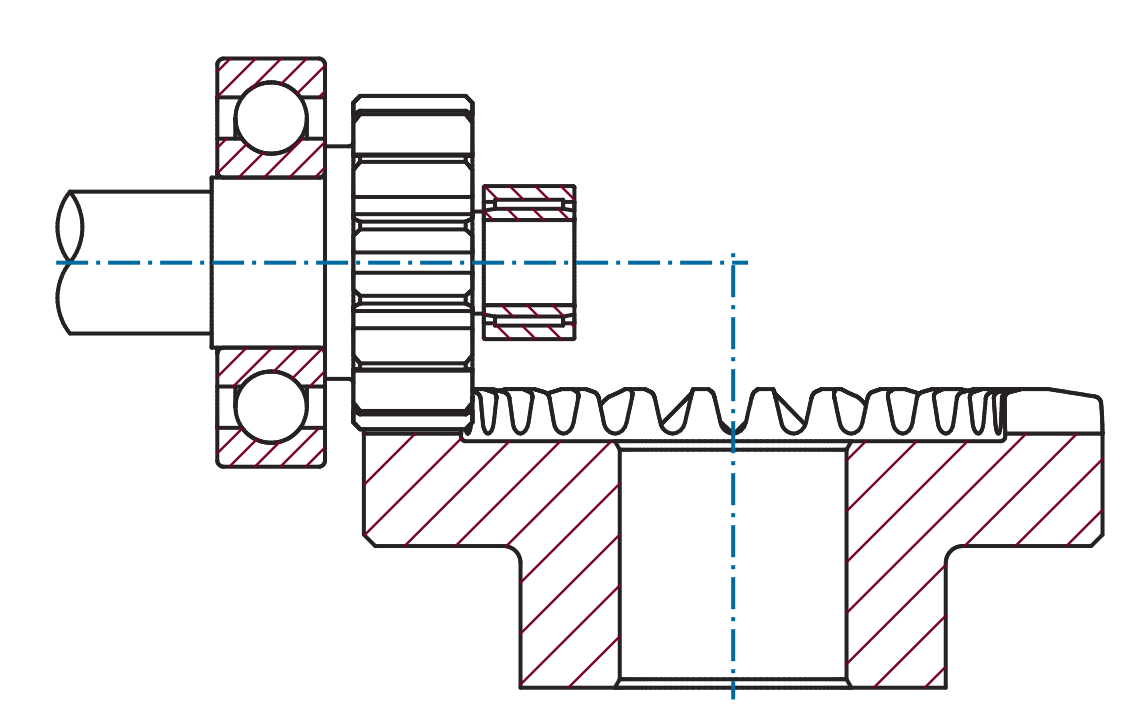
Riltzel-Kopflagerung

Seit 2013 verwenden immer mehr Firmen Kronenräder für ihre neuen Antriebssysteme. Aufgrund des geringen Einbauvolumens und der Temperaturunabhängigkeit findet das Kronenrad mehr Anwendung für elektrische Aktuatoren in der Automobilbranche.
Kronenradgetriebe gestatten zudem hohe Übersetzungen mit nur einer einzigen Getriebestufe. Zum Beispiel bei Drehtischantrieben mit Übersetzungen von i = 10, bei welchen hohe Rundlaufeigenschaften gefordert sind, werden die Summenteilungsfehler im Gegensatz zu üblichen zweistufigen Getrieben halbiert.
Auch als Ersatz von Schneckenradgetrieben kann das Kronenradgetriebe genannt werden. Bei dieser Zusammensetzung wirkt ein schrägverzahntes Ritzel mit großem Schrägungswinkel (β = 45°) und mit relativ großem Achsversatz mit einem Kronenrad zusammen. Solche Getriebe haben einen geringeren Verschleiß bei höherem Wirkungsgrad und eine kompaktere Konstruktion, obwohl Übersetzungen bis i = 100 möglich sind. Selbsthemmung, wie bei Schneckenradgetrieben mit großen Übersetzungen, kann dabei umgangen werden, was vor allem bei Türantrieben, die in Notsituationen per Hand aufgeschoben werden müssen, einen großen Vorteil bietet.
Wie bei herkömmlichen Winkelgetrieben ist auch bei Kronenradgetrieben der Achsenwinkel frei wählbar (bedingt auch bis in den negativen Bereich).

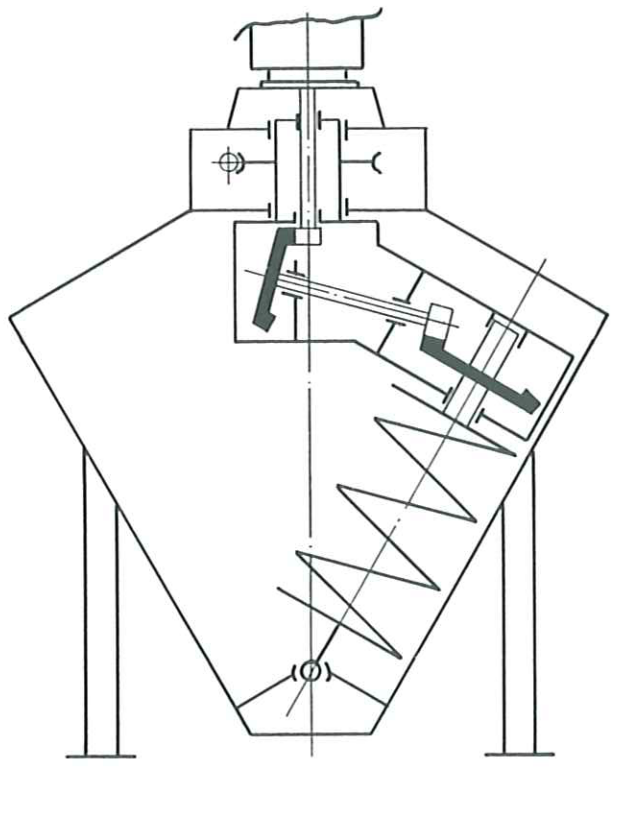
Konischer Mixer

Die Weiterentwicklung der Kronenradtechnologie eröffnete außerdem in jüngster Vergangenheit neue Einsatzmöglichkeiten, insbesondere im Hochleistungsbereich.

Bild aus der Offenlegungsschrift: Patent DE 103 08 800

Zahlreiche weitere Anwendungen betreffen Differentiale in Kraftfahrzeugen.

## Fertigung
Die Herstellung von Kronenradgetrieben, insbesondere die des Kronenrades stellte lange Zeit das größte Hindernis für den wirtschaftlichen Einsatz des Getriebes dar. Die Weichbearbeitung der Kronenradverzahnung beschränkte sich bis in die achtziger Jahre auf einfache Fertigungsverfahren, wie beispielsweise das Wälzstoßen. Erst in der jüngeren Vergangenheit sind zahlreiche Anstrengungen unternommen worden, neue, wirtschaftlichere Herstellungsverfahren für die Kronenradfertigung zu entwickeln. Das Wälzfräsen und Wälzschleifen wird dabei zum Fertigen von Kronenrädern zum Einsatz im Hochleistungsbereich eingesetzt. Kronenräder, die in Nebengetrieben eingesetzt sind, werden zumeist durch spanlose Fertigungsverfahren in Großserien aus Kunststoffen (z. B. durch Spritzgießen) und metallischen Werkstoffen (z. B. durch Gesenkschmieden, Fließpressen, Sintern) produziert.